# Municipio de Madison (condado de Sandusky)
El municipio de Madison (en inglés: Madison Township) es un municipio ubicado en el condado de Sandusky en el estado estadounidense de Ohio. En el año 2010 tenía una población de 3850 habitantes y una densidad poblacional de 54,79 personas por km².

## Geografía
El municipio de Madison se encuentra ubicado en las coordenadas 41°22′38″N 83°21′30″O / 41.37722, -83.35833. Según la Oficina del Censo de los Estados Unidos, el municipio tiene una superficie total de 70.27 km², de la cual 68,79 km² corresponden a tierra firme y (2,09 %) 1,47 km² es agua.

## Demografía
Según el censo de 2010, había 3850 personas residiendo en el municipio de Madison. La densidad de población era de 54,79 hab./km². De los 3850 habitantes, el municipio de Madison estaba compuesto por el 94,42 % blancos, el 0,47 % eran afroamericanos, el 0,13 % eran amerindios, el 0,13 % eran asiáticos, el 3,61 % eran de otras razas y el 1,25 % eran de una mezcla de razas. Del total de la población el 8,47 % eran hispanos o latinos de cualquier raza.